# Ousmane N'Doye
Pour les articles homonymes, voir Ndoye.
Ousmane Ndoye est un footballeur sénégalais né le 21 mars 1978 à Thiès. Il joue au poste de milieu de terrain.
Il possède 27 sélections (1 but) en équipe du Sénégal. C'est le frère de Dame Ndoye.

## Carrière
- 1997-janv. 1999 : ASC Diaraf  Sénégal
- jan. 1999-2002 : ASC Jeanne d'Arc  Sénégal
- 2002-janv. 2004 : Toulouse FC  France
- jan. 2004-2004 : FC Lorient  France
- 2004-jan. 2005 : Estoril-Praia  Portugal
- jan. 2005-jan. 2006 : FC Penafiel  Portugal
- jan. 2006-fév. 2008 : Académica de Coimbra  Portugal
- fév. 2008-jan. 2009 : FC Vaslui  Roumanie
- jan. 2009-déc. 2010 : Dinamo Bucarest  Roumanie
- déc. 2010-2012 : Astra Ploieşti  Roumanie
- 2012-2013 : FC Vaslui  Roumanie
- 2013-2014 : AFC Săgeata Năvodari   Roumanie
- 2014- : ASA Târgu Mureș  Roumanie

## Palmarès
- Champion de France de Ligue 2 en 2003 avec le TFC